# Forcipomyia acidicola
Forcipomyia acidicola är en tvåvingeart som först beskrevs av Tokunaga 1937.  Forcipomyia acidicola ingår i släktet Forcipomyia och familjen svidknott. Inga underarter finns listade i Catalogue of Life.